# Winnemem Wintu
Winnemem Wintu /"middle river people" ili "middle water people"/ (Winimen), pleme američkih Indijanaca iz šire skupine Wintu, naseljeno na sjeveru Kalifornije duž donjeg toka rijeke McCloud River, blizu Reddinga. Zbog neke birokratske pogreške sredinom 1980.-tih ostali su bez plemenskog priznanja od strane SAD-a.
Pleme Winimen tradicionalno je vezano uz lososa koji je imao veliki značaj u njihovoj prehrani. Izgradnjom brane Shasta Dam tijekom Drugog svjetskog rata potopljena je zemlja na kojoj su živjeli, i prekinut je put lososima do njihovih prirodnih mrijestilišta. Pleme se danas bori za očuvanje čiste vode i povratak lososa u rijeku McCloud.
Plemenska populacija u suvremeno doba iznosi oko 150.

## Vanjske poveznice
- Winnemem Wintu: Who We Are  Arhivirana inačica izvorne stranice od 16. svibnja 2012. (Wayback Machine)
- Winnemem Wintu War Dancers: Shasta Dam a "Weapon of Mass Destruction"  Arhivirana inačica izvorne stranice od 18. listopada 2014. (Wayback Machine)